# ネルソン・エペー
ネルソン・エペー（Nelson Épée、2001年2月20日 - ）は、トップ14スタッド・トゥールーザンに所属するラグビー選手。

## プロフィール
- フランストゥールーズ出身[1]。
- ポジションはウィング(WTB)。
- 身長 174cm、体重 73kg
- U20フランス代表に選ばれたことがある[2]。

## 略歴
2019年、トゥールーズに加入。
2024年、2024パリ五輪の7人制フランス代表に選ばれて金メダル獲得。